# David Rangel
David Rangel, de son nom complet David Rangel Pastor, est un footballeur espagnol. Il naît le 25 juillet 1979 à Burjassot, dans la province Valence en Espagne. Il évolue au poste de gardien de but dans le club espagnol du CD Alcoyano.
À la fin de la saison 2010-2011, il a évolué une saison en première division espagnole et trois saisons en deuxième division espagnol. Depuis la saison 2008-2009, il évolue en troisième division espagnole.

## Biographie
Le joueur compte une saison en première division, lorsqu'il joue à Valence en 2003-2004. Il y dispute un match lors de la 37e journée du championnat, ce qui lui permet d'être sacré champion d'Espagne. Il figure aussi dans le groupe valencian qui remporte la Coupe UEFA 2003-2004 contre l'Olympique de Marseille,.
Les deux saisons suivantes, il s'engage à l'Unió Esportiva Lleida en deuxième division. Il termine 15e lors de la saison 2004-2005 puis, relégable, avec une 19e place la saison suivante. Il rejoint le club d'Alicante lors de la saison 2006-2007, ce qui lui permet de continuer à évoluer en deuxième division.
Il évolue dans des divisions inférieures à la deuxième division depuis son départ du Hércules Alicante.

## Palmarès
- Championnat d'Espagne de football (1) :
  - 2004 avec le Valence CF.

## Statistiques
| Année     | Équipe            | Championnat        | Matchs | Buts |
| --------- | ----------------- | ------------------ | ------ | ---- |
| 2000-2001 | Burjassot CF      | Tercera División   |        |      |
| 2001-2002 | Valence Mestalla  | Segunda División B | 29     | 0    |
| 2002-2003 | Valence Mestalla  | Segunda División B | 31     | 0    |
| 2003-2004 | Valence CF        | Liga               | 1      | 0    |
| 2004-2005 | UE Lleida         | Segunda División   | 19     | 0    |
| 2005-2006 | UE Lleida         | Segunda División   | 27     | 0    |
| 2006-2007 | Hércules Alicante | Segunda División   | 0      | 0    |
| 2007-2008 | UD Alzira         | Tercera División   |        |      |
| 2008-2009 | Ontinyent CF      | Segunda División B | 37     | 0    |
| 2009-2010 | Ontinyent CF      | Segunda División B | 38     | 0    |
| 2010-2011 | CD Castellón      | Segunda División B | 36     | 0    |
| 2011-2012 | Deportivo Alavés  | Segunda División B | 36     | 0    |
| 2012-2013 | Ontinyent CF      | Segunda División B | 32     | 0    |
| 2013-2014 | CD Alcoyano       | Segunda División B | 5      | 0    |